# Halkolansaari
Halkolansaari är en ö i Finland. Den ligger i vattendraget Pitkä-Kymi och i kommunen Kotka i den ekonomiska regionen  Kotka-Fredrikshamn  och landskapet Kymmenedalen, i den södra delen av landet, 110 km nordost om huvudstaden Helsingfors. Öns area är 3 hektar och dess största längd är 310 meter i nord-sydlig riktning.  Halkolansaari ligger i sjön Muhjärvi.